# MaxScript
MAXScript este un limbaj de scripting încorporat pentru pachetul de modelare tridimensional Autodesk 3ds Max, conceput pentru a automatiza sarcinile de rutină, pentru a optimiza utilizarea funcționalităților existente, a crea noi instrumente de editare și interfața cu utilizatorul. Prin API-ul de script vă permite să controlați și să modificați obiectele scenei tridimensionale: geometrie, texturi, animație și multe altele. Este posibil de creat diverse pluginuri și utilitare pentru a accelera executarea anumitor sarcini. Uneltele Autodesk 3ds Max utilizează MAXScript într-o varietate de funcții, inclusiv utilități originale și elemente de interfață.

## Publicul țintă și ușurința de utilizare
Limba este destinată unei game largi de utilizatori - de la modele la directori tehnici și programatori. Acesta oferă o sintaxă destul de liberă mai asemănătoare cu limba BASIC decât cu C++ sau shell-ul de comandă UNIX (cum este cazul scenariului Maya MEL). Structura internă are multe în comun cu limba LISP și se bazează pe expresii. O nouă funcție personalizată creată cu MAXScript este ușor integrată în 3ds Max și poate fi utilizată ca orice alt instrument implicit încorporat. Limba este concepută pentru un utilizator obișnuit și, așa cum a fost concepută de către creatori, să o folosească, nu este nevoie să aveți o vastă experiență de programare în niciuna dintre limbile de programare comune.

## Sintaxă

### Comentarii
Comentariile sunt marcate cu "-" (liniuță dublă) la începutul unei linii. Comentariile bloc sunt evidențiate folosind o sintaxă asemănătoare C:
```
--
 
comentariul
 
dvs
.
 
obișnuit

/* comentariul tău bloc */

```

### Sensibilitatea variabilelor și variabilele de șir
Limba nu este sensibilă la minuscule. Singura excepție este o comparație a variabilelor șir. Se oferă, de asemenea, un tip special de variabile de nume care sunt sensibile la minuscule și sunt de obicei folosite ca tip enumerat pentru trecerea la funcții în loc de șiruri de caractere. Pentru a declara o astfel de variabilă, utilizați simbolul #. Există, de asemenea, o funcție MatchPattern încorporată, care vă permite să comparați șiruri de caractere cu și fără sensibilitate la caz:
```
 
"HELLO"
 
==
 
"hello"

  
-->false

  
"HELLO"
 
as
 
name
 
==
 
"hello"
 
as
 
name
 
--convertește
 
la
 
tip
 
name

  
-->true

  
#
HELLO
 
==
 
#
hello
  
--#
 
declară
 
o
 
variabilă
 
de
 
tip
 
name

  
-->true

  
matchPattern
 
"HELLO"
 
pattern:
"hello"

  
-->true

  
matchPattern
 
"HELLO"
 
pattern:
"hello"
 
ignorecase:false

  
-->false

```

### Instrucțiuni
Instrucțiunile nu trebuie să se încheie cu un punct și virgulă (;). Acest lucru trebuie făcut numai atunci când sunt pe aceeași linie:
```
      
a
 
=
 
10

      
print
 
a

      
--înregistrarea
 
este
 
similară
 
cu
 
cea
 
de
 
mai
 
jos:

      
a
 
=
 
10
;

      
print
 
a
;

      
--care
 
este
 
similar
 
cu
 
a
 
merge
 
mai
 
jos:

      
a
 
=
 
10
; print a;

```

### Declarație variabilă
Variabilele nu necesită o declarație de tip explicită sau o alocare de valori. Variabilele neinițializate returnează întotdeauna valoarea specială nedefinită, care este echivalentă cu NULL. Tipul unei variabile depinde de valoarea pe care o stochează și se poate modifica dinamic:
```
      
a
 
=
 
10
 
--
 
tipul
 
de
 
variabilă
 
a
 
este
 
un
 
număr
 
întreg

      
a
 
=
 
"b"
 
--
 
tipul
 
de
 
variabilă
 
a
 
devenit
 
un
 
șir

```

### Organizarea codurilor
Parantezele sunt folosite pentru a desemna blocuri de cod și spațiile de nume.

### Matrice
Matricele sunt notate folosind sintaxa # () și nu sunt strict membri ai tipului - una și aceeași matrice poate să conțină elemente de orice tip, inclusiv alte matrice.Indexarea matricei începe de la un (1).

### Rețele de biți
Parantezele curbate sunt utilizate numai ca parte a declarării unui bitmap (bitArray) după cum urmează: #{}. Rețelele de biți sunt liste comprimate care conțin numai steaguri (false sau adevărate) și sunt utilizate pentru a stoca starea elementelor selectate, cum ar fi punctele de vârf sau triunghiurile unui obiect tridimensional.

### Acces prin index
Parantezele sunt utilizate pentru accesarea indexată sau numită a unor părți ale obiectelor sau elementelor matrice:
```
       
aBox
 
=
 
box
()
 
--
 
creați
 
un
 
cub

       
-->
 
$Box:Box01
 
@
 
[0.000000,0.000000,0.000000]

       
aBox[3]
 
--
 
avem
 
cea
 
de-a
 
treia
 
piesă
 
de
 
animație

       
-->
 
SubAnim:Transform

       
aBox[#Transform]
 
--obținem
 
aceeași
 
pistă
 
de
 
animație
 
utilizând
 
numele
 
de
 
acces

       
-->
 
SubAnim:Transform

       
aBox[3][1]
 
--
 
primim
 
primul
 
element
 
din
 
piesa
 
de
 
transformare

       
-->
 
SubAnim:Position

       
aBox[3][1][2]
 
--obținem
 
cel
 
de-al
 
doilea
 
element
 
din
 
poziția
 
pe
 
pistă

       
-->
 
SubAnim:Y_Position

       
someArray
 
=
 
#(
1
,
2
,
5
,
6
,
"Hello"
)
 
--
 
declarăm
 
o
 
matrice

       
-->
 
#(
1
,
2
,
5
,
6
,
"Hello"
)
 

       
someArray[4]
 
--primim
 
al
 
4-lea
 
element

       
-->
 
6

       
someArray[5]
 
--primim
 
al
 
5-lea
 
element

       
-->
 
"Hello"

       
someArray[6]
 
--primim
 
elementul
 
6
 
-
 
nu
 
există

       
-->
 
undefined

```

### Accesul la obiecte de scenă
Nodurile scenă (obiecte de scenă) pot fi accesate folosind prefixul $ la începutul numelui. De exemplu, $Box01 returnează un obiect denumit Box01. Aceeași sintaxă poate fi utilizată pentru a accesa mai multe obiecte cu nume similare folosind *. De exemplu, $Box* returnează o listă a tuturor obiectelor ale căror nume încep cu Box, cum ar fi "Box01", "Box02", "Boxer" și așa mai departe.

### Accesul la proprietățile obiectului
Proprietățile sunt accesate utilizând un punct la sfârșitul unei variabile, prin analogie cu alte limbi cunoscute (Object.Property Name) sau prin apelurile către funcțiile GetProperty/SetProperty. Pentru a obține o listă cu proprietățile disponibile, utilizați metoda showProperties (sau o înregistrare mai scurtă). Se spune, pentru a obține proprietățile unui obiect Box01, este nevoie de procedat în felul următor:
```
      
showProperties
 
$Box01

      
--sau
 
înregistrare
 
mai
 
scurtă:

      
show
 
$Box01

      
--
 
pentru
 
a
 
obține
 
o
 
listă
 
cu
 
toate
 
proprietățile
 
ca
 
nume:

      
theProperties
 
=
 
getPropNames
 
$Box01

```